# チャーミング炒飯
チャーミング炒飯（ちゃーみんぐちゃーはん）は、かつて、ケイダッシュステージに所属していたお笑いコンビ。2021年6月に解散した。

## メンバー
- 濱口 芳行（はまぐち　よしゆき、1988年7月22日 - ）ボケ担当[1]。立ち位置は左[2]。
大阪府摂津市出身。身長175cm[2]
同志社大学商学部卒業[3]。
特技はMCバトル（ラップ）とローストビーフ作り[2]。
趣味はサッカー観戦（ガンバ大阪ファン）とラップバトル観戦[2]。
ネタの雰囲気や所作含め大人しく見えがちだが、学生時代ハワイ人と付き合っており若干ノリがポリネシアンな所もある。地元では友人達に心を開いているので忘年会ではぶん回しで喋るとの事。[要出典]
- 川原 翔平 （かわはら　しょうへい、1988年10月30日 - ）ツッコミ担当[1]。立ち位置は右[2]。
大阪府高槻市出身。身長178cm[2]
同志社大学法学部政治学科卒業[4]。
特技は昆虫採集[2]。
趣味は温泉観光地にあるファンシーグッズ集めや牛乳キャップ収集とガンバ大阪のサッカー観戦[2][4]。
スノーボードが好きで5泊6日の旅行に行くも初日の午前中に複雑骨折し一人でロッジで6日過ごした。[要出典]
漫才の入りに「はいどーも」を「はいもーど」と言い、更に自己紹介の際「僕が川原で、彼が川原です」謎の発言をする。[要出典]

## 経歴
濱口と川原は、中学、高校と同じ同志社大附属の同志社香里中学校・高等学校に通い、サッカー部に入部していた。2人とも同志社大学へ入学し、お笑いサークル・喜劇研究会に入る。コンビ結成は大学2年次であった。コンビ名は同志社大学の近くに実在する中華料理店「チャーミングチャーハン」に由来する。なお、結成当時はプロになることなど夢想だにしていなかったこともあり、店の許可は得ていない。在学中の活動が、お笑い専門誌で採り上げられるようになり、家族の応援もあって、次第にプロを意識するようになった。大学卒業後にワタナベコメディスクールの全額特待生として入学できるようになったため、そのまま上京する。
2011年にワタナベエンターテインメントに所属するが、その後フリーを経て2015年にケイダッシュステージに入る。
2016年にM-1グランプリにて3回戦進出。
2021年6月8日にTwitterとYoutubeで解散したことを報告。

## 受賞歴
- 2016年 第37回今宮子供えびすマンザイ新人コンクール 香川登枝緒記念敢闘賞[1]

## 出演
- サンドウィッチマンの天使のつくり笑い（NHKラジオ第1、2017年7月25日）
- 俺の持論（テレビ朝日、2018年1月20日）※川原のみ
- 水曜日のダウンタウン（TBSテレビ、2017年8月30日｢若手芸人が選ぶダサいコンビ名ランキング」）※川原のみ
- つば九郎タイムス（フジテレビONE）